# Gravitacijski metar
Gravitacijski metar - instrument koji mjeri silu privlačenja između Zemlje i mase unutar samog instrumenta, a dobiveni podaci se koriste za utvrđivanje regionalnih i lokalnih gravitacijskih anomalija. Gravitacijski metar ima osobitu ulogu u otkrivanju rudnih tijela, ali i većih šupljina kao što su pećine.
Metalne rude mogu izazvati lokalnu pozitivnu anomaliju, dok negativna anomalija ukazuje na deficit mase koja se može pojaviti npr. zbog spilja unutar kore.
Kod regionalnih anomalija utvrđuje se da li je neko područje u izostatskoj ravnoteži (vidi: izostazija) ili je prisutna pozitivna ili negativna anomalija.
Gravitacijski metar se prenosi preko šireg područja (blokova stijena) i ako je na svakom mjestu mjerenja registrirana ista privlačna sila regija je u izostatskoj ravnoteži tj. svaki blok kore ima jednaku masu. 
Kada su mjerenja obavljena na različitim nadmorskim visinama rade se korekcije jer je gravitacijska sila manja na vrhu planina nego na razini mora zbog veće udaljenosti od središta Zemlje.
Područja izvan izostatske ravnoteže pokazuju pozitivnu ili negativnu anomaliju, tj. karakterizira ih kora koja je podjednake debljine. Kod pozitivne anomalije obično se radi o planinskim lancima ispod kojih je, zbog tektonskog dizanja, gušći plašt ima veću debljinu, a samim time planinski lanci veću masu te pokazuju pozitivnu gravitacijsku anomaliju. 
Negativna anomalija je obično prisutna kod oceanskih grebena (hrptova), a najveće su zabilježene kod oceanskih jaraka. U takvim područjima je plašt tanji te je gravitacijska sila slabija.